# Kanato de Ereván

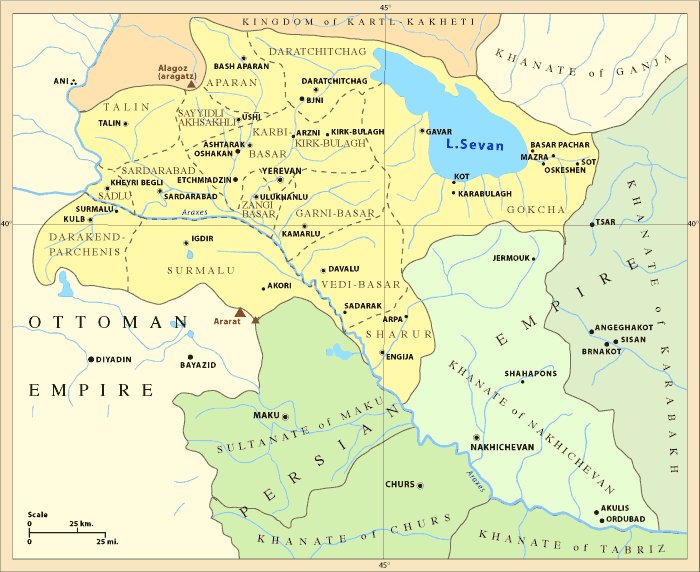
Mapa del Kanato de Ereván.

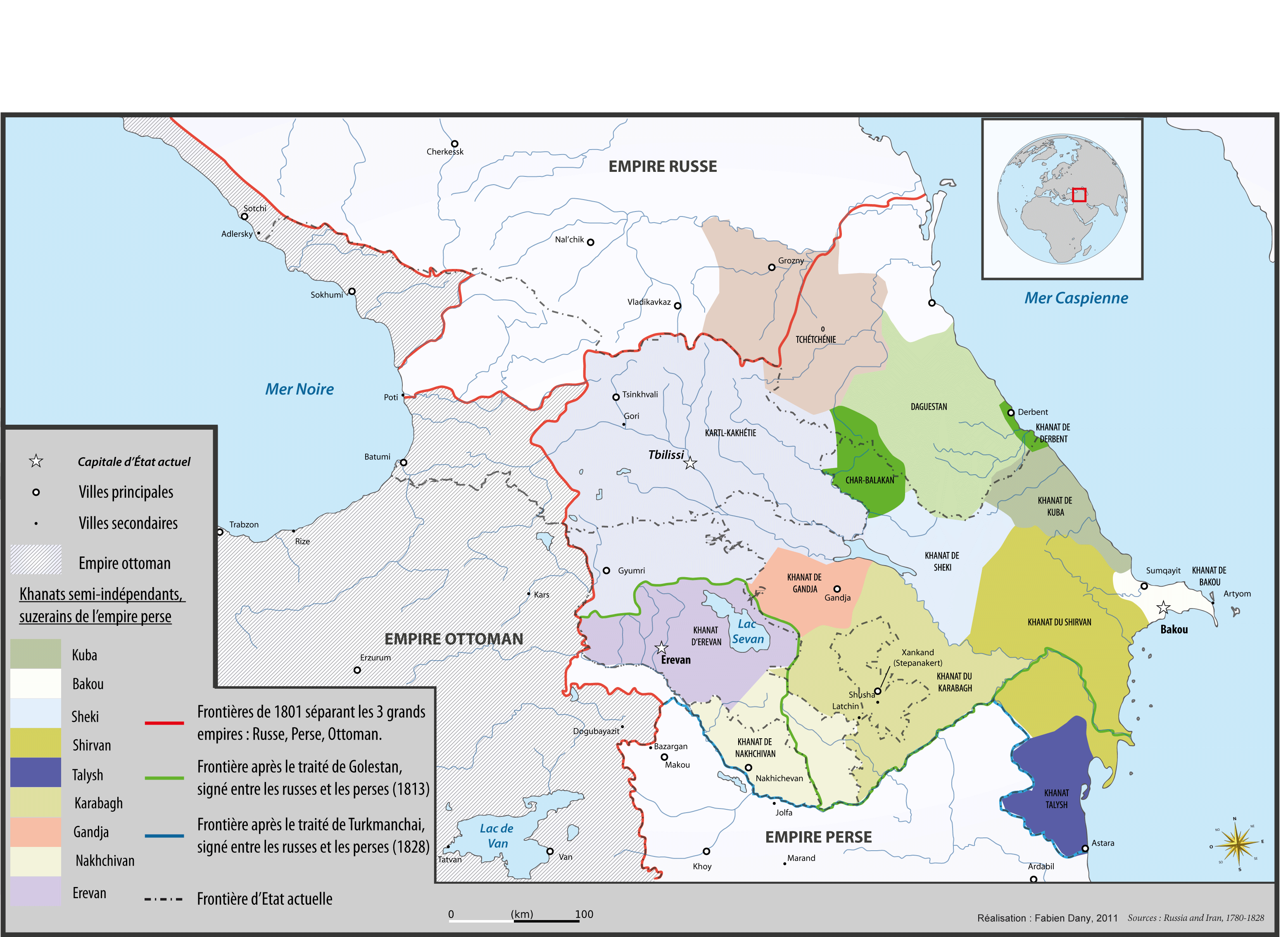
Los kanatos del Cáucaso en el (en kanato de Ereván está en la parte derecha (color lila)

El Kanato (o janato) de Ereván (en persa: آرون) fue un principado persa bajo el dominio del Imperio persa entre 1747 y 1828. Su territorio comprendía aproximadamente la mayor parte de Armenia central, la mayor parte de la actual provincia turca de Iğdır y los rayones de Sharur y Sadarak de la actual provincia de Najicheván en Azerbaiyán. 
Como resultado de la derrota persa en la última guerra ruso-persa, fue cedido al Imperio ruso de acuerdo al Tratado de Turkmenchay. Los territorios de los kanatos de Ereván y de Najicheván fueron unidos para formar el óblast de Armenia.
Su población se componía fundamentalmente de armenios, persas (asentados principalmente en torno a la capital), azeríes (sedentarios y seminómadas), y kurdos (en su mayoría nómadas). Los armenios formaban menos del 20% de la población como resultado de la deportación de gran parte de la población armenia del valle de Ararat y la región circundante en 1605 llevado a cabo por el Sah Abbas I. La rama chiita del Islam era la fe predominante, aunque algunos kurdos eran sunitas). Los miembros de la fe yazidí también eran numerosos. 
Tras la incorporación del kanato de Ereván al Imperio ruso en 1828 muchos musulmanes (tártaros, azeríes, kurdos, lezguinos y diversas tribus nómadas) se marcharon y fueron reemplazados por deceneas de miles de refugiados armenios provenientes de Persia. Migraciones similares, aunque a una escala mucho menor, continuaron hasta el final del siglo XIX. Hacia 1832 los armenios que vivían en lo que había sido el kanato ya habían superado en número a los musulmanes. A comienzos del siglo XX una cantidad significativa de musulmanes vivía todavía en la Armenia rusa. Eran unas 300 000 personas (cerca del 37,5% de la población).

## Khanes
- 1736-1740 — Tahmasp-qulu khan
- 1740-1747 —  Nader Shah
- 1745-1748 —  Mekhti-khan Qasimli
- 1748-1750 — Hasan Ali-khan
- 1750-80 —  Huseyn Ali Khan
- 1752-55 —  Khalil Khan
- 1755-62 —  Hasan Ali Khan Qajar
- 1762-83  — Huseyn Ali Khan
- 1783-84 —  Qulam Ali (hijo de Hasan Ali)
- 1784-1804  — Muhammed Khan
- 1804-06 —  Mekhti-Qulu Khan
- 1806-07 —  Muhammed Khan Maragai
- 1807-27 —  Huseyn Qulu Khan Qajar